# That Tender Touch
Pour plus de détails, voir Fiche technique et Distribution.
That Tender Touch est un film américain écrit et réalisé par Russel Vincent et sorti en 1969. Le slogan du film est « How far will a girl go to satisfy her needs? » (« Jusqu'où ira une fille pour satisfaire ses désirs ? »).

## Fiche technique
- Titre complet : That Tender Touch: How far will a girl go to satisfy her needs?
- Réalisation : Russel Vincent
- Scénario : Russel Vincent
- Photographie : Robert Caramico
- Montage : Maurice Wright
- Musique : David Saxon
- Producteur : Russel Vincent, George Moskov
- Production : Artisan
- Distribution :
- Pays :  États-Unis
- Langue : anglais
- Lieux de tournage :
- Genre : drame, romance saphique
- Durée : 88 minutes
- Dates de sortie :
  - États-Unis : novembre 1969

## Distribution
- Sue Bernard : Terry Manning
- Bee Tompkins : Marsha Prentis
- Rick Cooper : Ken Manning
- Phae Dera : Wendy Barrett
- Dolly Read (en) : Dodie (créditée comme Margaret Read)
- Victoria Hale : Jane
- Richard St. John : Paul Barrett
- Tanya Lemani : Irene Barrett
- Roger Heldfond : Jim
- Joe Castagna : Joe

## Sélections
- London Lesbian and Gay Film Festival